# Anastasia Kelesidou
Anastasia Kelesidou (in greco Αναστασία Κελεσίδου?; Amburgo, 28 novembre 1972) è un'ex discobola greca, vincitrice di due argenti olimpici rispettivamente nelle edizioni del 2000 e del 2004.

## Palmarès
| Anno | Manifestazione          | Sede      | Evento           | Risultato | Misura  | Note                                     |
| ---- | ----------------------- | --------- | ---------------- | --------- | ------- | ---------------------------------------- |
| 1991 | Europei juniores        | Salonicco | Lancio del disco | 11ª       | 47,40 m |                                          |
| 1995 | Mondiali                | Göteborg  | Lancio del disco | 11ª       | 58,96 m |                                          |
| 1996 | Olimpiadi               | Atlanta   | Lancio del disco | 18ª       | 59,60 m |                                          |
| 1997 | Giochi del Mediterraneo | Bari      | Lancio del disco | Oro       | 66,18 m | Record dei Giochi                        |
| 1997 | Mondiali                | Atene     | Lancio del disco | 15ª       | 59,22 m |                                          |
| 1998 | Europei                 | Budapest  | Lancio del disco | 7ª        | 62,95 m |                                          |
| 1999 | Mondiali                | Siviglia  | Lancio del disco | Argento   | 66,05 m |                                          |
| 2000 | Olimpiadi               | Sydney    | Lancio del disco | Argento   | 65,71 m |                                          |
| 2001 | Mondiali                | Edmonton  | Lancio del disco | Bronzo    | 65,50 m | [ 1 ]                                    |
| 2002 | Europei                 | Monaco    | Lancio del disco | Bronzo    | 63,92 m |                                          |
| 2003 | Mondiali                | Parigi    | Lancio del disco | Argento   | 67,14 m | Miglior prestazione personale stagionale |
| 2004 | Olimpiadi               | Atene     | Lancio del disco | Argento   | 66,68 m |                                          |

## Campionati nazionali
- 9 titoli nazionali greci nel lancio del disco (1991, 1993/1997, 1999/2000, 2002)